# Justin Hayward
Justin Hayward je známý jako člen skupiny The Moody Blues i jako sólový muzikant, je autorem jedné z nejslavnějších písní rockové historie Nights In White Satin (Moody Blues).

## Počátky kariéry
Justin Hayward se narodil 14. října 1946 (Swindon, Wiltshire). Už jako teenager se začal věnovat kytaře, ovlivnili ho kytaristé jako James Burton (mimo jiné kytarista Elvise Presleyho), Buddy Holly nebo Hank Marvin (The Shadows). V hudebním světě se objevil v polovině 60. let, kdy zpíval v triu The Wild Three (s někdejší britskou hvězdou Martym Wildem a jeho ženou). Natočil také sólové singly s countryovou písní The London Is Behind Me (1965) a s I Can’t Face The World (1966). V té době podepsal licenční smlouvu o právech na své písně s vydavatelstvím krále britského skiffle Lonnieho Donegana (na které později značně prodělával). V roce 1966, když se reformovala nová sestava skupiny The Animals kolem zpěváka Erica Burdona, nabídl se jako kytarista, ale Burdon už měl kapelu kompletní a odkázal ho na The Moody Blues, kteří po odchodu Dennyho Lainea sháněli nového kytaristu a zpěváka.

## The Moody Blues
Hayward původně v Moody Blues převzal úlohu Dennyho Laina a zpíval i největší dosavadní hit skupiny Go Now!. V roce 1967 se ale hlavně díky jeho skladbě Nights In White Satin Moody Blues prosadili jako přední skupina psychedelické a rockové scény. Pro skupinu Hayward složil většinu svých nejlepších skladeb Tuesday Afternoon, Lovely To See You, Question, New Horizons, Driftwood, The Voice, I Know You’re Out There Somewhere a další. S jedinou přestávkou v letech 1974-1978, kdy kapela zastavila činnost, působí v Moody Blues až do dnešních dnů.

## Blue Jays a sólová kariéra
Když v roce 1974 zastavili Moody Blues činnost, Hayward nejdříve s baskytaristou kapely Johnem Lodgem rozjel projekt Blue Jays, což byla skupina, kde vedle obou muzikantů hráli
Graham Deakin (bicí), Kirk Duncan (piáno) a trio smyčcových hudebníků Jim Cockey, Tim Tompkins a Tom Tompkins. Natočili velmi úspěšné album Blue Jays a singly Blue Guitar (Top 10 hit v Anglii) a I Dreamed Last Night.
Ještě před obnovením Moody Blues pak Hayward připravil své první sólové album nazvané Songwriter. Vyšlo v roce 1977 a představilo Haywarda stylově v lehce odlišné pozici než v Moody Blues (použil například dětské sbory nebo rockový efekt flangeru na svém hlase, což na předešlých ani budoucích albech nikdy neudělal), ale i tak jeho rukopis zůstával blízký stylu Moody Blues. Deska měla největší úspěch ze sólových projektů jeho kolegů, v Anglii se v žebříčku dostala mezi třicítku nejprodávanějších alb, v Americe mezi první čtyřicítku. Krátce před oživením původní kapely pak přispěl na kultovní koncepční projekt Válka světů – Jeff Wayne's Musical Version of The War of the Worlds. Hayward zpíval mimo jiné skladbu Forever Autumn, která mu přinesla i sólový hit. Celý projekt se na pódia vrátil i na počátku nového milénia a Justin Hayward se ho tehdy opět účastnil.
Následující sólová alba Hayward vydával souběžně s prací v Moody Blues, v 80. letech to byly desky Night Flight (1980) a Moving Mountains (1985), obě v duchu tehdejšího stylu Moodies. V polovině 80. let se nervově zhroutil během vyčerpávajícího turné skupiny, ale rychle se zotavil a pokračoval jak s kapelou, tak v sólové práci. V roce 1989 připravil spolu s aranžérem a producentem Mikem Battem zvláštní desku Classic Blue. Šlo o coververze známých skladeb (např. Blackbird, A Whiter Shade of Pale, Scarborough Fair nebo Stairway to Heaven) v aranžmá, kdy Haywardův zpěv doplňovaly pouze smyčce. Posledním studiovým albem pak zůstává deska The View From The Hill z roku 1996.

## Osobní život
Justin Hayward je už více než 35 let ženatý s Ann Marie Hayward (oddáni byli v roce 1970), s níž má i jednu dceru Doremi. Podle svých slov při psaní textů často vychází z osobních zážitků a pocitů. Bez zajímavosti není, že je celou kariéru věrný stejné kytaře (červený Gibson 335), kterou vlastní už od šedesátých let.

## Diskografie
(neobsahuje desky s The Moody Blues)

### Alba
Blue Jays (s Johnem Lodgem, 1975, UK#4, USA #16)

Songwriter (1977, UK#28, USA #37)

Night Flight (1980, USA #166)

Moving Mountains (1985)

Classic Blue (1989)

The View From The Hill (1996)

Live In San Juan Capistrano (1998)

Spirits of the Western Sky (2013)

### Singly
Since You've Gone / Just As Long (s The Wild Three, 1965)

I Cried / Well Who's That (s The Wild Three, 1965)

London Is Behind Me / Day Must Come (1965)

I Can’t Face The World / I’ll Be There Tomorrow (1966)

I Dreamed Last Night / Remember Me, My Friend (s Johnem Lodgem, 1975, USA #47)

Blue Guitar / When You Wake Up (s Johnem Lodgem, 1976, UK #8, USA #94)

One Lonely Room/Songwriter Part 2 (1977)

Country Girl/Doin' Time (1977)

Stage Door/Lay It On Me (1977)

Forever Autumn (v rámci projektu The War Of The Worlds Jeffa Wayne, USA #47)

Marie/Heart of Steel (1979)

Nightflight/Suitcase (1980)

Nearer to You/It's Not On (1980)

Silverbird/Take Your Chances (1985)

The Best is Yet To Come/Marie (1985)

Tracks of My Tears/Railway Hotel (1989)

The Way of the World/The Promised Land (1996, CD singl)

Broken Dream (1996, CD singl)